# Koichi Oita
Koichi Oita (種田 孝一, Oita Koichi) est un footballeur international, entraîneur puis homme d'affaires japonais, né le 9 avril 1910 à Tokyo et mort le 11 septembre 1996 à Bunkyō.

## Biographie
Koichi Oita est étudiant à l'université impériale de Tokyo quand il est sélectionné en équipe du Japon pour disputer les Jeux olympiques de 1936.
Il intègre en avril 1938 l'entreprise Sumimoto Metal en Mandchourie puis, après la Seconde Guerre mondiale intègre la Sumitomo Metal Corporation. Il devient dans cette entreprise le premier entraîneur de l'équipe, qui deviendra par la suite Kashima Antlers et exerce ce poste jusqu'en 1956.
En mai 1966, il intègre le conseil d'administration de l'entreprise puis, devient directeur commercial en novembre 1968, directeur général en novembre 1972 et vice-président en juin 1976. Après sa retraite, il devient président du conseil d'administration de Sumikin Bussan en juin 1978 puis, en février 1982, président de celui de Daikin Industries jusqu'en 1989. Il meurt d'une insuffisance cardiaque le 11 septembre 1996.